# 47045 Seandaniel
47045 Seandaniel este un asteroid din centura principală de asteroizi.

## Descriere
47045 Seandaniel este un asteroid din centura principală de asteroizi. A fost descoperit pe 29 noiembrie 1998 la Bâton-Rouge de Walter R. Cooney, Jr.. Asteroidul prezintă o orbită caracterizată de o semiaxă mare de 2,80 ua, o excentricitate de 0,10 și o înclinație de 4,9° în raport cu ecliptica.